# Le Moniteur de la Martinique
 (décembre 2023).
Si vous disposez d'ouvrages ou d'articles de référence ou si vous connaissez des sites web de qualité traitant du thème abordé ici, merci de compléter l'article en donnant les références utiles à sa vérifiabilité et en les liant à la section « Notes et références ».
Le Moniteur de la Martinique (sous-titré République française - Liberté - égalité - fraternité) est un journal français, publié à Fort-de-France en Martinique de 1866 au mardi 31 décembre 1901.

## Histoire
Le Moniteur de la Martinique est considéré comme le journal officiel de la colonie. Ce bi-hebdomadaire de 47 centimètres paraît le mardi et le vendredi et est un des rares journaux de l'époque publié à Fort-de-France et non à Saint-Pierre comme ses homologues. Il est surtout lu par la bourgeoisie d’affaires.
Le Moniteur de la Martinique est remplacé par le Journal officiel de la Martinique à partir du jeudi 3 janvier 1902.

## Contenu éditorial
Le Moniteur de la Martinique, dont l’extension varie de deux à quatre pages, voit celles-ci numérotées comme un livre rédigé sur une année.
Il propose à ses lecteurs de nombreux tableaux chiffrés, ne serait-ce que parce qu’il s’intéresse fort à l’agriculture locale et propose d’ailleurs divers conseils dans ce domaine.
Le journal comprend une partie officielle (gouvernement, administration de l’intérieur, administration de la justice, service administratif, instruction publique) et une partie non officielle avec les avis des services publics, les dépêches télégraphiques en quatrième et dernière page et les annonces et avis divers.